# Accident de métro du 3 mai 2021 à Mexico
L'accident de métro du 3 mai 2021 à Mexico se produit vers 22 h 30 (HNC) sur la ligne 12 du métro de Mexico. Une section surélevée s'effondre entre les stations Olivos et Tezonco, provoquant le déraillement d'un métro,,,. Au moins vingt-cinq personnes sont tuées et environ 80 autres sont blessées. L'accident s'est produit lorsqu'une poutrelle qui soutenait les voies s'est effondrée lors du passage d'un train. Selon des sources la poutrelle aurait été en béton, mais en réalité le tablier en béton repose sur une paire de poutres reconstituées soudées (PRS) faites de plaques d'acier.

## Contexte
La ligne 12 (également connue sous le nom de ligne Dorée) du métro de Mexico a été ouverte le 30 octobre 2012. Quinze mois plus tard, le tronçon Atlalilco–Tláhuac, où se trouvent Tezonco et Olivos, a été fermé pendant vingt mois pour réparer des défauts techniques et structurels.

## Bilan
La catastrophe fait au moins 26 morts et environ 80 blessés.

## Conséquences
L'ensemble de la ligne 12 a été temporairement fermé et son service sera remplacé par des bus.